# كولومان غوغ

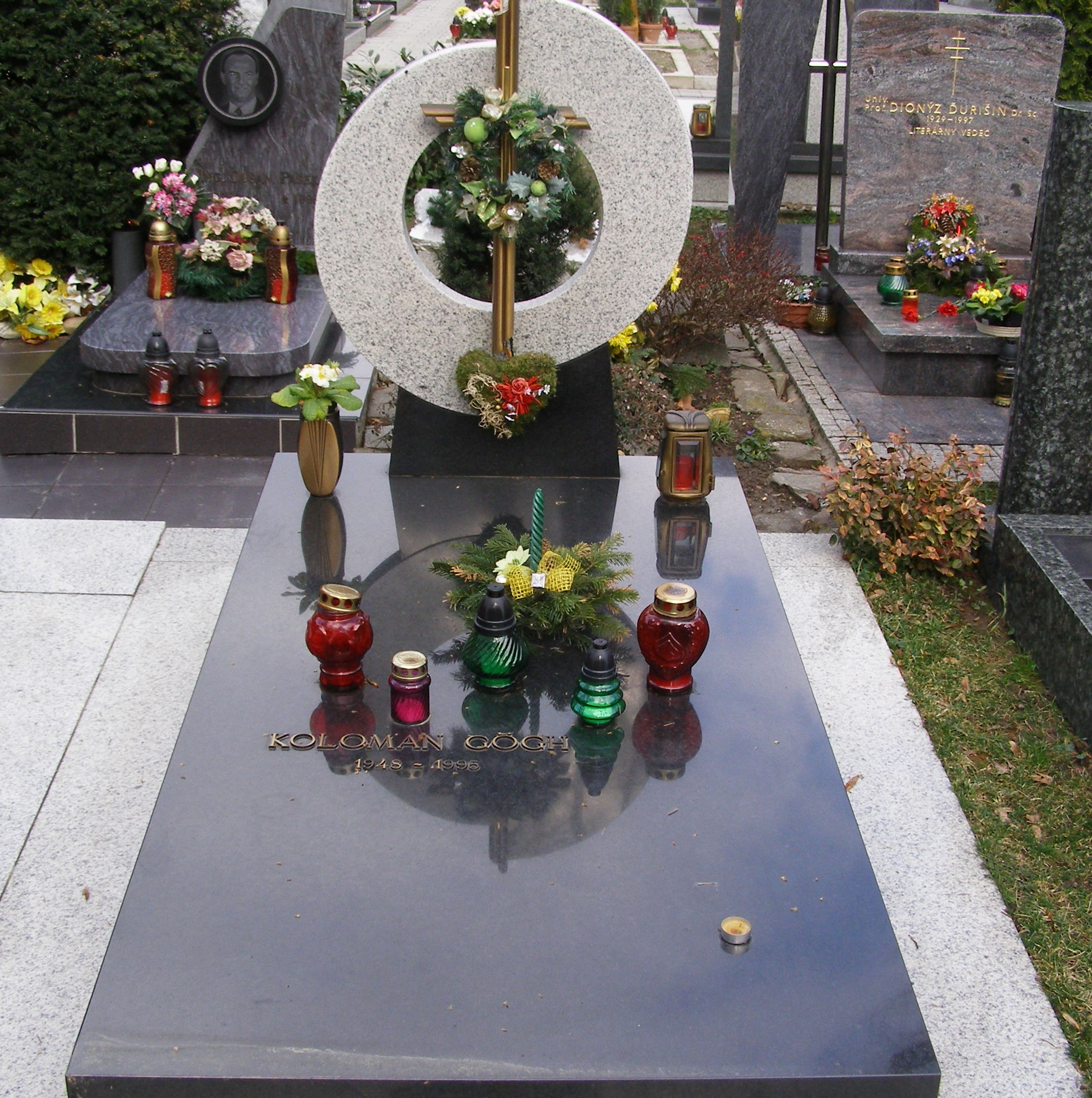
كولومان غوغ

كولومان غوغ، من مواليد 7 يناير 1948، وتوفي في 11 نوفمبر 1995، لاعب كرة قدم تشيكوسلوفاكي سابق، ومدرب كرة قدم تشيكوسلوفاكي سابق.
لعب مع منتخب تشيكوسلوفاكيا لكرة القدم.

## روابط خارجية
- كولومان غوغ على موقع الاتحاد الدولي (مؤرشف)  (الإنجليزية)
- كولومان غوغ على موقع الاتحاد التشيكي (الإنجليزية)
- كولومان غوغ على موقع قاعدة بيانات كرة القدم.إي يو (الإنجليزية)
- كولومان غوغ على موقع ناشيونال فوتبول تيمز (الإنجليزية)